# Emil Milev
Emil Ivanov Milev (in bulgaro Емил Иванов Милев?; Sofia, 2 maggio 1968) è un tiratore a segno bulgaro naturalizzato statunitense, vincitore di una medaglia d'argento ai Giochi olimpici di Atlanta 1996. Ha partecipato anche ai Giochi olimpici di Barcellona 1992, Giochi olimpici di Sydney 2000, ai Giochi olimpici di Atene 2004, ai Giochi olimpici di Londra 2012 e ai Giochi olimpici di Rio 2016.

## Palmarès
- Giochi olimpici

Atlanta 1996: argento nella pistola 25 m automatica